# Zawarib
Zawarib, Al-Zawarib, Zouarib (în arabă الزواريب) este un sat în Guvernoratul Akkar, Liban, situat pe un deal deasupra văii Akkar și cu vedere la Marea Mediterană. Zawarib este înconjurat de satul Miniara din sud și de Sheik Taba din nord.

## Istoric
În 1838, Eli Smith a remarcat satul, ai cărui locuitori erau creștini ortodoși, situat la vest de esh-Sheikh Mohammed.

## Viața socială
Populația satului este de aproximativ 1000 de locuitori, mulți dintre ei trăiesc în afara Libanului. La alegerile municipale din 2009 au votat 283 de persoane pentru alegerea a 9 membri ai consiliului sătesc.
Toți locuitorii satului sunt creștini cu o majoritate greco-ortodoxă.

## Familii
Principalele familii din Zawarib sunt: Naddour, Matar, Nader, Farah, Farfour, Saoud, Chahoud, Wehbe, Fakhoury, Habib, Daas, Greige, Nabout și Tohme.

## Educație și ocuparea forței de muncă
Există o alfabetizare relativ ridicată în sat. Câțiva deținători de doctorat proeminenți și mult mai mulți deținători de diplome de master în special în rândul tinerei generații. Cea mai proeminentă personalitate intelectuală din Zawarib este dr. Suheil Farah, profesor de istorie care a fost primul străin căruia i s-a acordat cea mai înaltă distincție a Academiei Ruse și nominalizat la Premiul Nobel pentru Pace în 2018. Alte ocupații includ: medici, avocați, profesori, ingineri și angajați din sectorul public. Mulți dintre tinerii slab educați sunt înscriși în Armata libaneză și forțele de securitate internă, cu mulți ofițeri foarte bine clasați printre ei.